# Stągniowice (przystanek kolejowy)
Stągniowice – dawny przystanek osobowy kolei wąskotorowej w Stogniowicach, w gminie Proszowice, w powiecie proszowickim, w województwie małopolskim, w Polsce.